# Справжні тихоходи
Спра́вжні тихохо́ди або Евтардіґра́ди (Eutardigrada) Marcus, 1927) — нечисленний клас безхребетних тварин, що належать до типу Тихоходи.

## Морфологія
Евтардіґради мають більш-менш циліндричне коротке товсте тіло з дещо сплющеною черевною стороною, без помітної сегментації. Вважають, що воно складається з п'яти сегментів. Перший, що зливається з головною лопаттю, не має кінцівок, наступні чотири несуть по парі ніг, три з них розташовані по боках, четверта — на задньому кінці тіла. Ноги коротенькі, нечленисті, у вигляді горбикоподібних виростів тіла з рухомими кігтиками на кінцях. Більшість тихоходів майже безбарвні й навіть прозорі, іноді жовто-зелені або сливово-зелені, фіолетові чи червонуваті.
Особливістю будови тіла тихоходів є постійний клітинний склад окремих тканин та органів. Зокрема покриви тіла, м'язи та середня кишка, у більшості видів, складаються з незмінної кількості клітин, що зберігається впродовж всього життя тварин.

## Анатомія

### Покриви тіла
Зовні тіло тихоходів вкрите кутикулою, яка за тонкою будовою та хімічним складом відрізняється від кутикули членистоногих. Вона складається з епікутикули та прокутикули. На поверхні епікутикули відсутній цементний шар, а є шар слизу з кислих мукополісахаридів; восковий шар залягає між епі- та прокутикулою. У прокутикулі немає порових канальців. Кутикула тихоходів не містить хітину. Кутикула, як правило, тоненька, інколи ущільнюється, утворюючи посегментні щитки, а в деяких видів на ній є різні шило-, горбико-, крильцеподібні вирости тощо. Під кутикулою залягає епітелій, який ніколи не буває війчастим.

### Порожнина тіла
Порожнина тіла представлена міксоцелем, заповнений гемолімфою, в якій є клітини, наповнені запасними поживними речовинами.

### Мускулатура
М'язи в тихоходів гладенькі, представлені окремими поздовжніми та поперечними пучками на спинній, черевній та бічній сторонах; крім того, є система м'язів, пов'язаних із кінцівками. Завдяки роботі тулубних м'язів тихоходи можуть вигинати тіло (антагоністом при цьому слугує гемолімфа).

### Травна система
Рот розташований на черевній стороні переднього кінця тіла. У ротовій порожнині є пара гострих, спрямованих уперед стилетів, якими тихоходи проколюють здебільшого хлорофілоносні клітини мохів та водоростей, рідше — дрібних нематод, коловерток, інших тихоходів тощо, та висмоктують їхній вміст. У глотку, яка має смоктальне розширення, впадають протоки слинних залоз. Глотка веде в довгу мішкоподібну середню кишку, яка переходить у задню. Задня кишка перед анальним отвором розширюється, утворюючи клоаку.
На межі між середньою та задньою кишками є три сліпо замкнені вирости: коротенький, що лежить дорзально на кишечнику, та два довших по його боках; вони розглядаються як органи виділення, подібні до мальпігієвих судин членистоногих. Крім того, вони, ймовірно, беруть участь в осморегуляції. Непрямим підтвердженням цього є відсутність мальпігієвих судин у морських видів; у цьому разі функцію виділення виконує кишечник.

### Кровоносна система
Органів кровообігу немає. Кров представлена безбарвною гемолімфою.

### Дихальна система
Органів дихання немає — дихають всією поверхнею тіла.

### Нервова система
Нервова система складається з чотирилопатевого надглоткового ганглія, навкологлоткових конектив та черевного нервового ланцюжка з п'ятьма гангліями. Від надглоткового та черевних гангліїв відходять нерви до невеликих гангліїв, розташованих біля основи ніг, шлунка тощо.

### Органи чуття
Органи чуття розвинені слабо; у передній частині тіла є пара вічок, що складаються з кількох чутливих клітин, оточених пігментними келихами. У морських видів тут же є кілька пар чутливих придатків, що іннервуються від надглоткового ганглія.

### Статева система
Тихоходи роздільностатеві. Гонади непарні, мішкоподібні, розташовані над кишечником, статеві протоки (яйце- або сім'япровід) відкриваються в клоаку, і статеві продукти виводяться через анальний отвір.

## Розмноження
Eutardigrada можуть розмножуватися шляхом партеногенезу. У популяціях деяких видів самці трапляються значно рідше, ніж самки, а в решти видів вони зовсім невідомі. В експерименті було одержано кілька партеногенетичних поколінь Hypsibius dujardini та Milnesium taidigradum, що нормально розвивалися й жили.
Запліднення, як внутрішнє, так і зовнішнє, відбувається різними способами. Багато видів тихоходів відкладають запліднені яйця в линяльну шкірку і довго не залишають її, а разом з яйцями тягають її за собою. Рідше яйця відкладаються вільно на субстрат поодинці або невеличкими купками.
Яйця тихоходів округлі, мають міцну оболонку, на якій часто є різні вирости, специфічні для кожного виду. Кількість яєць, що відкладаються, залежить не тільки від виду, а й від фізіологічного стану самки, зокрема ступеня її ситості.

## Ембріогенез
Розвиток прямий, без личинкової стадії, ріст супроводжується линяннями. Оскільки багато органів у тихоходів складаються зі сталої кількості клітин, під час росту в основному збільшується об'єм клітин, а не їхня кількість.

## Генетика
У 2015 році було розшифровано геном тихохода Hypsibius dujardini. Несподіванкою став той факт, що понад 17 % свого геному ці організми в ході еволюції отримали від бактерій, грибів, рослин і архей. Кількість чужорідних генів становить 6500. Вони були отримані в процесі горизонтального перенесення генів. Це найбільший відомий серед тварин відсоток запозичених генів.

## Екологія
Тардиґради населюють надзвичайно різноманітні водні та наземні біотопи. Морські види живуть здебільшого в прибережній смузі на ґрунті й водоростях. Серед них відомі коменсали, що селяться в мантійній порожнині молюсків, на вусоногих і рівноногих раках тощо, а також один паразитичний вид Tetrakentron synaptae, який живе на щупальцях голотурії Leptosynapta galliennei й живиться вмістом живих клітин хазяїна. Прісноводні тихоходи трапляються у ставках, озерах, водосховищах, болотах річках тощо. Проте більшість представників класу трапляються на суходолі.

Цікавими є тихоходи, що живуть в екстремальних умовах. Так, тільки у воді глетчерів (глетчер — скупчення на суходолі льодових мас, що поступово рухаються під впливом власної ваги), яка збирається в невеликих заглибинах або тріщинах льоду, живе вид Hypsibius klebelsbergi при температурі 0-1,5°С. Антиподом йому є два види: Thermozodium esakii, що мешкає серед водоростей у гарячих джерелах при температурі +40°С, та Hypsibius oberbaeuseri, який водиться в мосі по краях таких джерел.
Більшість відомих видів тихоходів населюють найрізноманітніші шпаруваті субстрати різних біотопів суходолу: листяну та хвойну підстилку в лісах, ґрунт, лишайники та мохи, у тому числі й такі, що ростуть на скелях, деревах, стічних жолобах дахів тощо. Частка субсиратів перебуває постійно у воді, але для більшості з них характерні зміни висихання та зволоження, при цьому оптимальним для активного життя тихоходів є наявність водяної плівки або крапельної води, в якій тіло тварини з усіх боків обтягнене водою. У разі висихання субстрату тихоходи не гинуть, а переходять у стан прихованого життя (криптобіозу). При цьому тварина зменшується в об'ємі, її кінцівки втягуються, еластичні ділянки кутикули стягуються, утворюючи характерні складки, і тихохід набуває вигляду мікроскопічного барильця. Важливою умовою подальшого зберігання життєздатності тихоходів є повільне висихання субстрату й повільний перехід у стан криптобіозу. Після того як тварини знову потрапляють у воду, вони досить швидко оживають. Час, необхідний для відновлення життєдіяльності, залежить від тривалості висихання. Так, Macrobiotus coronifer після дев'ятимісячного висихання оживають через 25 хв, після 15-місячного — через 35 хв, а після 22-місячного — через добу.
Експериментально показано, що тихоходи на стадії барильця можуть витримувати екстремальні умови, з якими в природі вони ніколи не стикаються. Наприклад, барильця Macrobiotus не втрачали життєздатності протягом 20 місяців при температурі від —190°С до —200°С та 8 год при температурі —272°С, а також при нетривалому нагріванні до +100°С. Тихоходи виживали, навіть перебуваючи протягом кількох місяців в атмосфері, насиченій воднем, яка, як відомо, непридатна для життя.